# Вернер Кесманн
Вернер Кесманн (нім. Werner Kaessmann, 12 липня 1947) — німецький хокеїст на траві.
Олімпійський чемпіон 1972 року, учасник 1976 року.